# Zastava Moskve
Zastava Moskve je zastava ruske prijestolnice Moskve a potječe još iz srednjeg vijeka. Riječ je o tamnocrvenoj jednobojnici unutar čije sredine se nalazi grb grada. Sam grb predstavlja detalj iz kršćanske legende prema kojoj je sveti Juraj ubio zmaja. U počecima kršćanstva zmaj je simbolizirao zlo, što se u prenesenom značenju odnosilo na poganstvo. Sam sv. Juraj je prikazan u odori rimskoga vojnika na bijelom konju kako kopljem ubija zmaja.
Zastava je službeno usvojena 1. veljače 1995. a njezin omjer je 2:3.

## Vidjeti također
- Grb Moskve
- Moskva